# Linda Buck
Linda Brown Buck (Seattle, 29 gennaio 1947) è una biologa statunitense, nota soprattutto per il suo lavoro sul sistema olfattivo. Nel 2004 è stata insignita del Premio Nobel per la Medicina, insieme a Richard Axel, per il loro lavoro sui recettori olfattivi.  Fa parte della facoltà del Fred Hutchinson Cancer Research Center di Seattle.

## Biografia
Linda B. Buck è nata a Seattle, Washington, il 29 gennaio 1947. Suo padre (di origini irlandesi e antenati risalenti alla rivoluzione americana) era un ingegnere elettrico che nel tempo libero inventava e costruiva diversi oggetti; sua madre (di origini svedesi) era una casalinga con l'hobby di risolvere puzzle di parole.  Buck era la seconda di tre figli, tutte femmine.
Buck ha conseguito la laurea in psicologia e microbiologia nel 1975 presso l'Università di Washington, Seattle. È la prima donna alunna dell'Università di Washington a vincere il Premio Nobel. Ha ottenuto il dottorato di ricerca in immunologia nel 1980 sotto la direzione della professoressa Ellen Vitetta presso l'Università del Texas Southwestern Medical Center di Dallas.

## Carriera e ricerca
Nel 1980, Buck ha iniziato la ricerca post-dottorato presso la Columbia University sotto la guida di Benvenuto Pernis. Nel 1982 è entrata a far parte del laboratorio di Richard Axel, sempre alla Columbia presso l'Institute of Cancer Research. Dopo aver letto il documento di ricerca di gruppo di Sol Snyder presso la Johns Hopkins University, Buck ha deciso di mappare il processo olfattivo a livello molecolare, tracciando il viaggio degli odori attraverso le cellule del naso fino al cervello. Buck e Axel hanno lavorato con i geni dei ratti nella loro ricerca e hanno identificato una famiglia di geni che codificano per più di 1000 recettori degli odori e hanno pubblicato questi risultati nel 1991. Più tardi quell'anno, Buck divenne assistente professore presso il Dipartimento di Neurobiologia della Harvard Medical School, dove fondò il suo laboratorio. Nel 1993 Buck ha pubblicato le sue scoperte su come gli input provenienti da diversi recettori degli odori sono organizzati nel naso. Essenzialmente, il suo principale interesse di ricerca è il modo in cui i feromoni e gli odori vengono rilevati nel naso e interpretati nel cervello. 
È membro della Divisione Scienze di Base presso il Fred Hutchinson Cancer Research Center e Professore di Fisiologia e Biofisica presso l'Università di Washington, Seattle.

## Premio Nobel per la Medicina (2004)

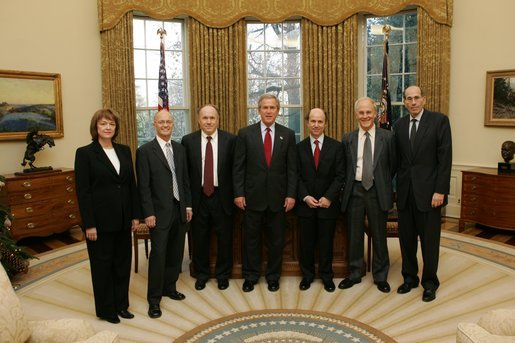
George W. Bush incontra sei vincitori del premio Nobel del 2004. Linda B. Buck è all'estrema sinistra

Nel suo articolo di riferimento pubblicato nel 1991 con Richard Axel, Linda Buck ha scoperto centinaia di geni codificati per i sensori olfattivi situati nei neuroni olfattivi del nostro naso. Ogni recettore è una proteina che cambia quando un odore si attacca al recettore, provocando l'invio di un segnale elettrico al cervello. Le differenze tra i sensori odorizzanti significano che alcuni odori causano il rilascio di un segnale da un determinato recettore. Siamo quindi in grado di interpretare i segnali variabili provenienti dai nostri recettori come profumi specifici. Per fare ciò, Buck e Axel hanno clonato i recettori olfattivi, dimostrando che appartengono alla famiglia dei recettori accoppiati a proteine G. Analizzando il DNA del ratto, hanno stimato che c'erano circa 1.000 geni diversi per i recettori olfattivi nel genoma dei mammiferi. Questa ricerca ha aperto le porte all'analisi genetica e molecolare dei meccanismi dell'olfatto. 
Nel loro lavoro successivo, Buck e Axel hanno dimostrato che ogni neurone del recettore olfattivo esprime notevolmente solo un tipo di proteina del recettore olfattivo e che l'input di tutti i neuroni che esprimono lo stesso recettore viene raccolto da un singolo glomerulo dedicato del bulbo olfattivo.

## Vita privata
Nel 1994 Buck incontrò Roger Brent, anche lui biologo. I due si sono sposati nel 2006.

## Premi e riconoscimenti
- 1992 - Borsa di ricerca Sloan
- 1992 - Premio Takasago per la ricerca sull'olfatto, Takasago Corporation
- 1996 - Premio R.H. Wright per la ricerca olfattiva, Simon Fraser University
- 1996 - Premio Rosenstiel, Università di Brandeis
- 1996 - Premio Unilever per la scienza
- 2001 - Membro dell'Associazione Americana per l'Avanzamento della Scienza
- 2002 - Premio Perl-UNC per le Neuroscienze
- 2003 - Premio internazionale della Fondazione Gairdner
- 2004 - Premio Nobel per la Medicina
- 2006 - Inserita nella Hall of Fame dell'International Women's Forum
- 2008 - Membro dell'Accademia Americana delle Arti e delle Scienze
- 2011 - Dottore onorario dell'Università Rockefeller
- 2015 - Membro straniero della Royal Society
- 2015 - Dottore onorario dell'Università di Harvard